# 운학동 돌무지군
운학동 돌무지군은 경기도 용인시 처인구 운학동에 있다. 1997년 12월 10일 용인시의 향토문화재 제44호로 지정되었다가, 2018년 10월 실시한 정밀 발굴 조사 결과 고분이나 의례시설이 아님이 밝혀져 향토유적 지정이 해제되었다.